# HD 28254
HD 28254 é uma estrela na constelação de Dorado. Tem uma magnitude aparente visual de 7,69, portanto não é visível a olho nu. Com base em medições de paralaxe da sonda Gaia, está localizada a aproximadamente 180 anos-luz (55,3 parsecs) da Terra. Sua magnitude absoluta é igual a 4,00.
HD 28254 é uma estrela binária formada por uma anã ou subgigante de classe G primária e uma anã vermelha secundária. Em 2010, um planeta extrassolar foi encontrado em uma órbita excêntrica em torno da estrela primária.

## Características
HD 28254 é uma estrela de classe G com um tipo espectral de G1IV/V, o que indica que já começou sua evolução da sequência principal e pode ser uma estrela subgigante. Estima-se que a estrela tenha uma massa 11% maior que a massa solar, um raio 57% superior ao raio solar e uma idade de cerca de 7,8 bilhões de anos. Está irradiando energia de sua fotosfera com 1,57 vezes a luminosidade solar, a uma temperatura efetiva próxima de 5 600 K. HD 28254 tem uma metalicidade, a abundância de elementos mais pesados que o hélio, superior à solar, com 2,3 vezes a abundância de ferro do Sol. Seu nível de atividade cromosférica é baixo.
HD 28254 é o componente mais brilhante de uma binária visual. Sua estrela companheira, HD 28254 B, tem uma magnitude aparente visual de 13,8 e está a uma separação de 4,3 segundos de arco. As duas estrelas parecem manter a mesma separação desde 1932, e indício de movimento orbital foi encontrado na velocidade radial da primária, reforçando a conclusão de que formam um sistema binário físico. A partir de sua luminosidade, a estrela companheira deve ser uma anã vermelha de tipo espectral entre M0V e M2V, com cerca de 48% da massa solar. A separação projetada entre as estrelas é de 235 UA, correspondendo a um período orbital de mais de 1000 anos. Os dados de paralaxe da sonda Gaia mostraram que ambas as estrelas estão aproximadamente à mesma distância da Terra.

## Sistema planetário
Em 2010, foi publicada a descoberta de um planeta extrassolar orbitando HD 28254, detectado por espectroscopia Doppler a partir de observações pelo espectrógrafo HARPS entre outubro de 2003 e abril de 2009. Os 32 dados de velocidade radial obtidos são mais bem modelados como um planeta em uma órbita excêntrica de 1116 dias, mais um termo quadrático que pode ser causado pela estrela HD 28254 B.
O planeta é um gigante gasoso com uma massa mínima de 1,16 vezes a massa de Júpiter e está a uma distância média de 2,15 UA da estrela, levando 1116 dias para completar uma órbita. Sua órbita tem uma excentricidade muito alta de 0,81, levando o planeta a distâncias entre 0,41 e 3,90 UA da estrela. Isso pode ser o resultado de interações gravitacionais com a estrela secundária do sistema pelo mecanismo de Kozai.
| Planeta | Massa              | Semieixo maior (UA) | Período orbital (dias) | Excentricidade  |
| ------- | ------------------ | ------------------- | ---------------------- | --------------- |
| b       | 1,16+0,10 −0,06 MJ | 2,15+0,04 −0,05     | 1116 ± 26              | 0,81+0,05 −0,02 |